# Église Sainte-Catherine de La Roche-Derrien
L'église Sainte-Catherine est une église catholique située à La Roche-Derrien, en France.

## Localisation
L'église est située dans le département français des Côtes-d'Armor, sur la commune de La Roche-Derrien.

## Historique
L'édifice est classé au titre des monuments historiques en 1913.

## Description
Au revers de la façade occidentale, restés préservés derrière l'orgue mis en place au XIXe siècle, se trouvent des traces de polychromie du XIVe siècle.